# Charles Aman
Charles Aman (Kansas City, 25 settembre 1887 – Kansas City, 1º settembre 1936) è stato un canottiere statunitense.
Aman partecipò ai Giochi olimpici di Saint Louis 1904 con la squadra Mound City Rowing Club nella gara di quattro senza, in cui conquistò la medaglia d'argento.
Morì suicida a Kansas City, sua città natale, nel 1936.

## Palmarès
In carriera ha conseguito i seguenti risultati:
- Giochi olimpici

St. Louis 1904: argento nel quattro senza.